# Droga wojewódzka nr 155
Dawna droga wojewódzka nr 155 (DW155) – droga wojewódzka w województwie  lubuskim o długości 5 km. Arteria łączyła wioskę Pławin z drogą wojewódzką nr 156 w miejscowości Stare Kurowo.
3 sierpnia 2023 roku, została ona pozbawiona kategorii drogi wojewódzkiej uchwałą z dnia 19 czerwca 2023 roku

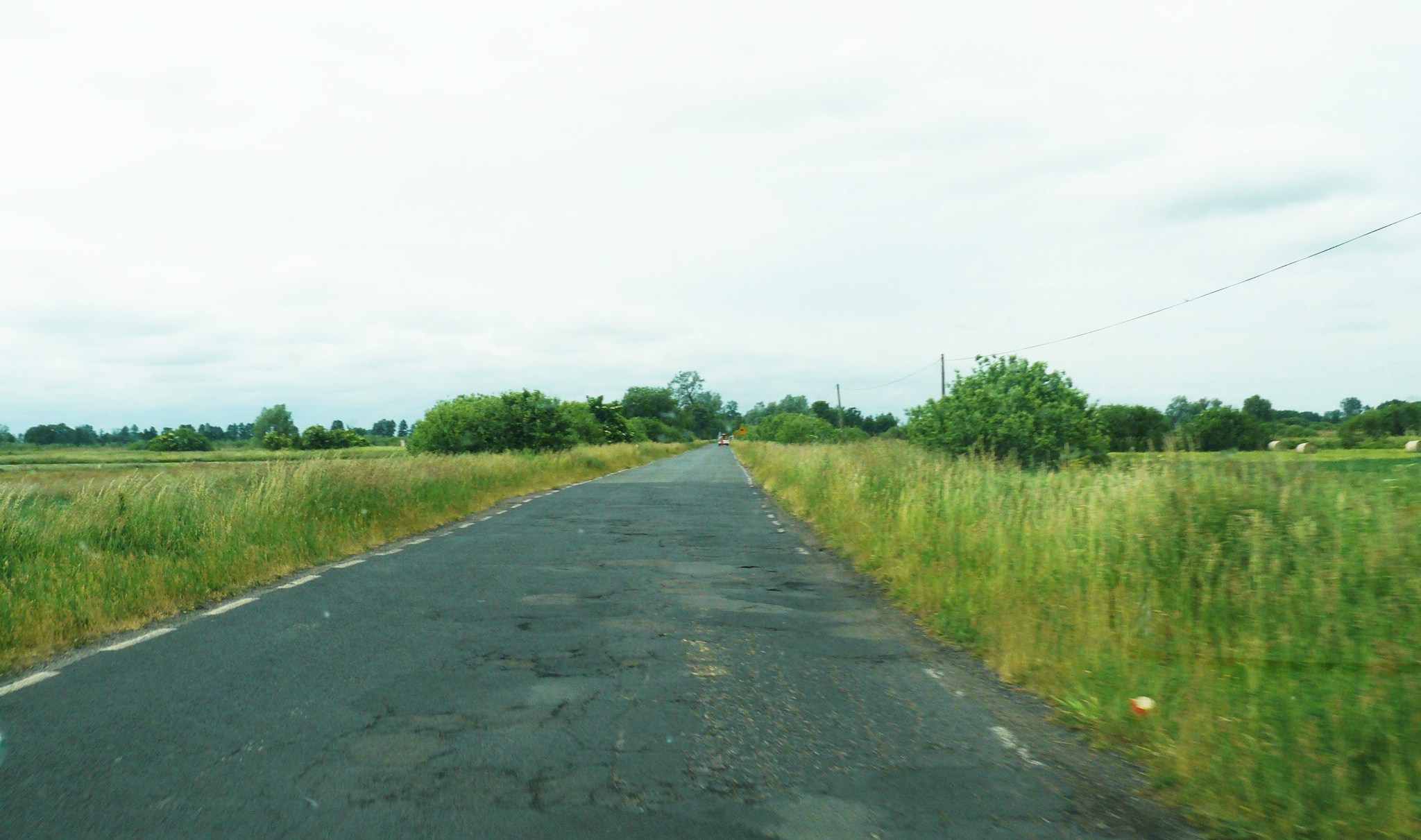
Droga na nadnoteckich łąkach